# 거성 엔터테인먼트의 음반
이 문서는 거성 엔터테인먼트에서 발매한 음반 목록이다.

## 2010년대
- 2010년 4월 5일 박명수 - [Digital Single] Fyah
- 2012년 10월 25일 박명수 - [Digital Single] 꿈이었을까[1]
- 2013년 6월 12일 박명수 - [Digital Single] You're My Girl[2]
- 2013년 7월 29일 박명수 - [Digital Single] 아쿠아 파라다이스 (아쿠아플라넷송)
- 2014년 7월 16일 박명수 - [Digital Single] 명수네 떡볶이
- 2014년 12월 1일 박명수, DJ 찰스 - [Digital Single] Don't Go
- 2015년 2월 13일 박명수 - [Digital Single] Goodbye PMS[3]
- 2015년 3월 31일 박명수 - [Digital Single] 바보야[4]
- 2015년 9월 23일 유재환 - [Digital Single] 커피[5]
- 2015년 12월 10일 유재환 - [Digital Single] 돈 워리 뮤직 Vol.1[6]
- 2015년 12월 17일 유재환 - [Digital Single] 돈 워리 뮤직 Vol.2[7]
- 2016년 2월 23일 유재환 - [Digital Single] 꽃같아
- 2016년 2월 26일 박명수 - [Digital Single] 판타스틱 듀오 `바보에게 바보가`[8]
- 2016년 3월 29일 박명수 - [Digital Single] 타잔
- 2016년 8월 2일 유재환 - 스파크 OST Part.2[9]
- 2016년 10월 6일 유재환 - [Digital Single] 가을 타는 남자[10]
- 2017년 2월 2일 유재환 - [Digital Single] Universe[11]
- 2017년 3월 22일 박명수 - [Digital Single] Saxophone Magic[12]
- 2017년 5월 14일 유재환 - [Digital Single] With You[13]
- 2017년 10월 17일 유재환 - [Digital Single] 시작하지 마요[14]
- 2018년 2월 9일 유재환 - [Digital Single] 퇴근 버스[15]
- 2018년 4월 28일 박명수 - [Digital Single] 독사과[16]
- 2018년 11월 9일 박명수 - [Digital Single] SNS[17]
- 2019년 4월 8일 유재환 - [Digital Single] 사랑 속도[18]
- 2019년 12월 24일 유재환 - 들어주세요!!

## 2020년대
- 2021년 11월 3일 박명수 - [Digital Single] 오늘 내일 그리고 사랑해